# Helen Dunmore
Helen Dunmore (Beverley, 12 dicembre 1952 – Bristol, 5 giugno 2017) è stata una scrittrice e poetessa inglese.
Per Zennor in Darkness ha vinto nel 1994 il McKitterick Prize della Società degli Autori (inglese: Society of Authors) e per A Spell of Winter l'Orange Prize nel 1996.

## Opere

### Romanzi
- Zennor in Darkness (McKitterick Prize 1994)
- Burning Bright (1994)
- A Spell of Winter (Orange Prize 1996)
- Le cose non dette (Talking to the Dead) (1996)
- Your Blue-Eyed Boy (1998)
- With your Crooked Heart (1999)
- L'assedio (The Siege) (2001) (nominato al Whitbread Novel of the Year Award; nominato all'Orange Prize 2002)
- Mourning Ruby (2003)
- House of Orphans (2006)
- Counting the Stars (2008)

### Racconti
- Love of Fat Men (1997)
- Ice Cream (2001)
- Rose, 1944 (2005)

### Libri per adolescenti
- La trilogia di Zillah e Katie
  - Zillah è un'altra cosa (The Lilac Tree, pubblicato originariamente come Zillah and Me) (2004)
  - The Seal Cove (pubblicato originariamente come The Zillah Rebellion) (2004)
  - The Silver Bead (2004)
- La tetralogia di Ingo 
  - |Ingo (2005)
  - The Tide Knot (2006)
  - The Deep (2007)
  - The Crossing of Ingo (2008)

### Libri per bambini
- Nata per viaggiare (Going to Egypt) (1992)
- In the Money (1995)
- Go Fox (1996)
- Fatal Error (1996)
- Amina's Blanket (1996)
- Clyde's Leopard (1998)
- Great-Grandma's Dancing Dress (1998)
- Toglietemi di torno questi piccoli mostri! (Brother Brother, Sister Sister) (1999)
- Aliens Don't Eat Bacon Sandwiches (2000)
- Tara's Tree House (2003)
- The Allie Books (1997-2000)
- The Ugly Duckling (2001)

### Poesie
- The Apple Fall (1983)
- The Sea Skater (1986)
- The Raw Garden (1988)
- Short Days, Long Nights (1991)
- Recovering a Body (1994)
- Secrets (1994)
- Bestiary (1997)
- Out of the Blue (2001)
- Glad of these times (2006)